# 硝酸锎
硝酸锎是一种具有强烈放射性的无机化合物，化学式为Cf(NO3)3。它可作为Cf3+的原料，用于制备其它锎化合物。